# グラスネヴィン・セメタリー
グラスネヴィン・セメタリー(Glasnevin Cemetery)はアイルランドの首都ダブリンにある墓地。イギリス支配下で差別を受け、埋葬の地を持てなかったカトリックの権利のためにダニエル・オコンネルが働きかけ1832年に実現した、宗派を問わない墓地である。

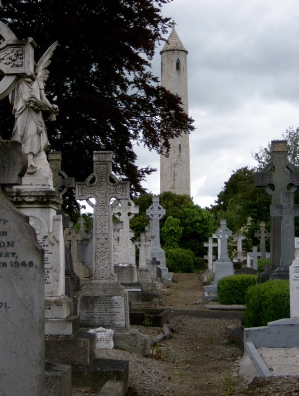
ダニエル・オコンネルの墓に立つ円塔

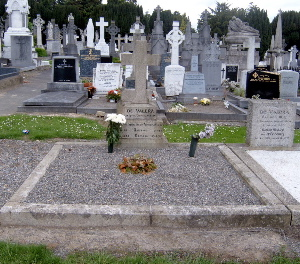
エイモン・デ・ヴァレラの墓
妻のシネイドと息子のブライアンと共に眠る

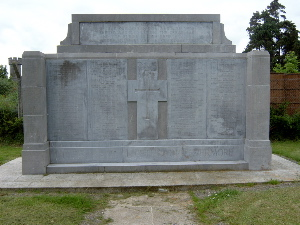
第一次世界大戦におけるアイルランド人戦死者の記念碑
義勇兵としてイギリス軍アイルランド人部隊で戦った兵士の名が刻まれている

## 概要
グラスネヴィン・セメタリーには、近現代のアイルランドを代表する人々の墓が設けられてきた。19世紀に活躍したチャールズ・スチュワート・パーネルやダニエル・オコンネル、その一世紀後にアイルランド独立を達成したマイケル・コリンズやエイモン・デ・ヴァレラなど、アイルランド独立運動の活動家が多数埋葬されていることで知られている。
墓地では200年間のアイルランドにおける墓石の変遷をたどることができる。1860年代にはシンプルな立石のみであった墓石は、ケルト式十字架へと変化し、20世紀後半にはイタリア様の大理石を用いた墓石へと落ち着いている。
現在墓地には多くの観光客が訪れるようになった。歴史的人物の墓を詣でるだけが目的ではなく、成長を遂げたダブリンの中で独特な陰鬱さを帯びたグラスネヴィンを散策するのを楽しむ人が多い。

## 主な埋葬者
- ジョン・デヴォー - フェニアンの指導者
- ジェレミア・オドノヴァン・ロッサ - フェニアンの指導者
- エドワード・マッケイブ - 19世紀後期のダブリン大司教
- マイケル・コリンズ - 独立戦争の英雄。内戦時に暗殺された
- アーサー・グリフィス - アイルランド自由国初代首相
- ハリー・ボーランド - マイケル・コリンズの友人で反条約派の政治家
- カハル・ブルハ - 独立戦争期の第一回国会における議長
- ロバート・アースキン・チルダーズ - 作家、英愛条約の調印者
- エイモン・デ・ヴァレラ - アイルランド共和国第3代大統領
- ショーン・T・オケリー - アイルランド共和国第2代大統領
- ティモシー・マイケル・ヒーリー - 自由国の首相
- コンスタンツ・マルキエビッチ伯爵夫人 - イギリス議会下院における最初の女性議員でアイルランド自由国大臣
- ロジャー・ケースメント -  人権活動家、独立運動家
- ケヴィン・バリー - 学生、独立運動家（イギリス政府によって処刑された）
- ケイト・クルーズ・オブライエン - 作家、政治家
- ジェームズ・ラーキン - アイルランドの労働組合指導者 アイルランド輸送・一般労働連合(ITGWU)の創始者
- ショーン・マクブライド - 弁護士、人権活動家、アムネスティ･インターナショナル共同設立者、ノーベル平和賞受賞者